# Jaak De Voght
Pour les articles homonymes, voir Voght.
Jacobus de Voght, connu sous le nom Jaak De Voght (né le 22 octobre 1911 à Berchem, près de la ville belge d'Anvers, et mort le 9 juin 1979 à Anvers) est un acteur et chansonnier belge flamand.

## Filmographie
- 1941 : Bonne chance, Monique
- 1947 : Vivent les femmes
- 1975 : Pont Brûlé